# 紀季姜
纪季姜（?—?），是东周第二代天子周桓王的王后，原是纪国君主之女，姜姓。前704年，周朝派祭公到纪国娶迎接纪季姜。前703年正月，纪季姜到京师洛邑，嫁给周桓王，作了王后。